# Ero gracilis
Ero gracilis là một loài nhện trong họ Mimetidae.
Loài này thuộc chi Ero. Ero gracilis được Eugen von Keyserling miêu tả năm 1891.